# Satyrus persephone
Satyrus persephone är en fjärilsart som beskrevs av Jacob Hübner 1803. Satyrus persephone ingår i släktet Satyrus och familjen praktfjärilar. Inga underarter finns listade.